# Collio (Slovenia)

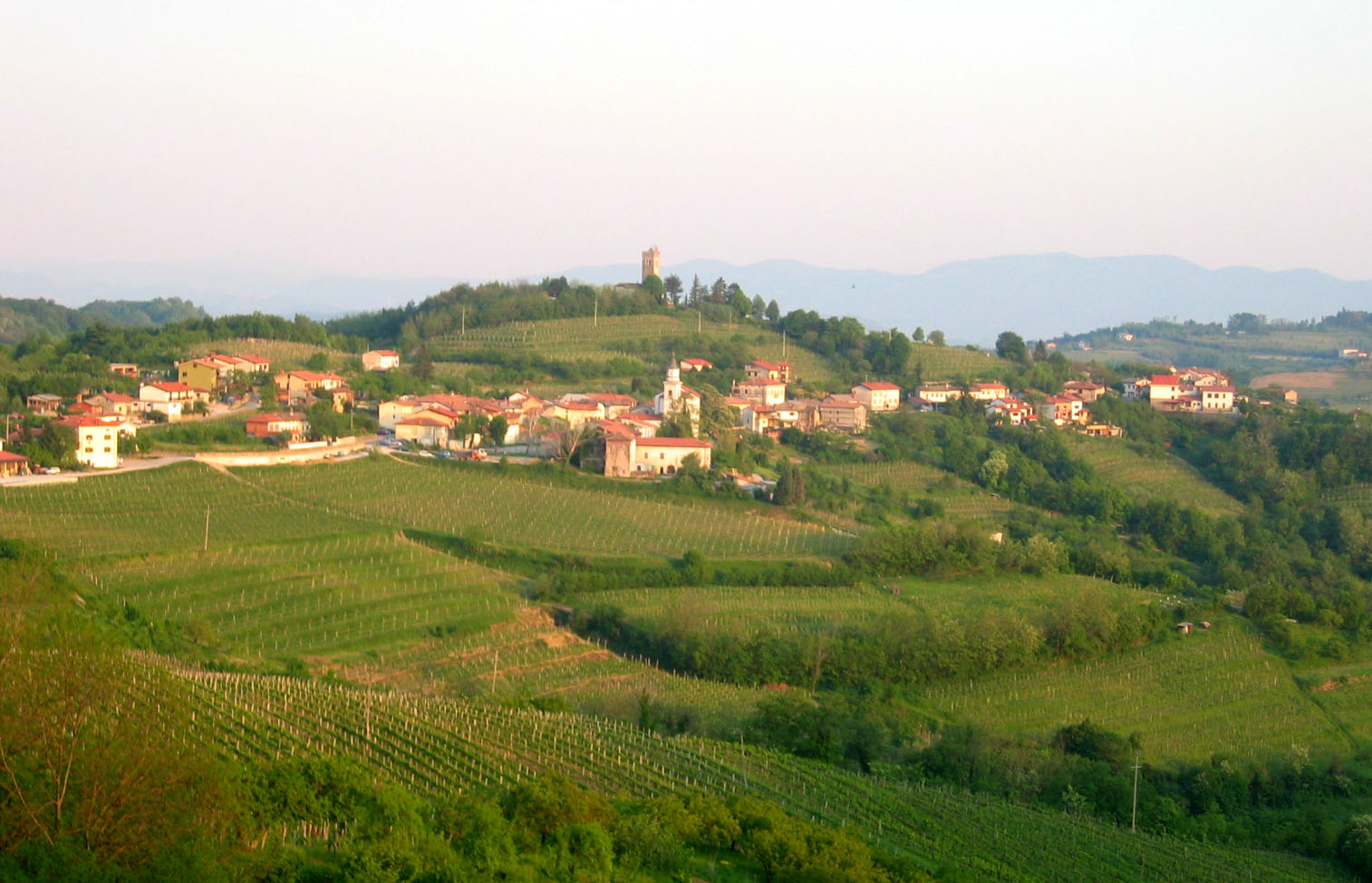
Il villaggio di Quisca (Kojsko).

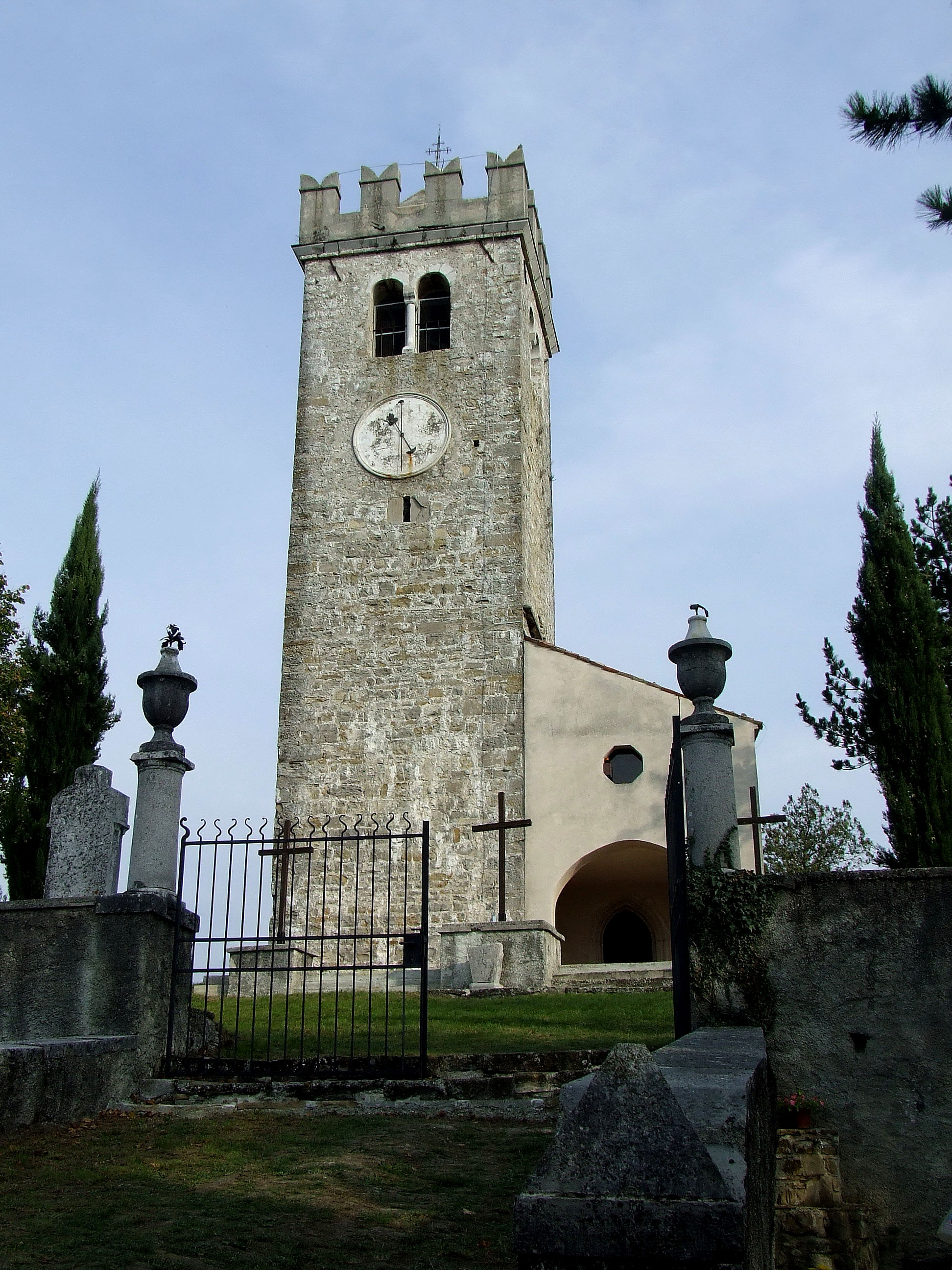
La chiesa di Quisca (Kojsko).

Collio (in sloveno Brda, in friulano Cuei) è un comune di 5.747 abitanti della Slovenia occidentale, composto da diverse località sparse. La sede comunale si trova nella frazione di Castel Dobra (Dobrovo in sloveno).
Il nome rappresenta anche un'area geografica collinare posta tra il fiume Isonzo e il suo affluente di destra, fiume Iudrio, a cavallo del confine italo-sloveno. È gemellato con il comune italiano di Cormons (con cui confina), e costituisce assieme ad alcuni territori italiani limitrofi la regione fisica del Collio.

## Descrizione
I collegamenti con il resto della Slovenia sono assicurati dalla strada 606, lungo la valle dello Iudrio, dalla strada 612 per la valle dell'Isonzo e dalla strada 402, la strada di Osimo, che attraverso un breve tratto in territorio italiano porta a Nova Gorica.
La coltivazione principale e più diffusa di tutta l'area è la vite, dalla quale sono prodotti rinomati vini (vedi categoria).
Dal 1920 al 1947 fece parte del Regno d'Italia, inquadrato nella Provincia di Gorizia. L'attuale territorio comunale era allora articolato nei comuni di:
- Castel Dobra
- Bigliana (aggregato nel 1928 a Castel Dobra)
- Cosbana nel Collio (aggregato a Dolegna del Collio nel 1928)
- Medana (aggregato nel 1928 a Castel Dobra)
- San Martino-Quisca
- parte (fraz. Cerò di Sopra e Cerò di Sotto) di San Floriano del Collio (aggregato a San Martino Quisca nel 1928)
- parte (fraz. Cursò, Hruševlje e Nebola, Neblo) di Dolegna del Collio

Passò poi alla Jugoslavia e quindi alla Slovenia, con l'eccezione di parti delle frazioni di Plessiva di Medana e Castelletto Zeglo dell'ex comune di Medana che rimasero all'Italia, aggregate al comune di Cormons; della località di Giasbana (parte degli ex comuni censuari di Cerò di Sotto e Cerò di Sopra), aggregata al comune di Floriano del Collio assieme a una parte della frazione di Vipulzano; e le frazioni di Mernico e Scriò dell'ex comune di Cosbana del Collio, rimaste aggregate a Dolegna del Collio.
Presso Collobrida si trova la chiesa di Santa Maria sul lago, attorno alla quale vi è una zona archeologica.
Vi nacque il celebre poeta sloveno Alojz Gradnik. In suo onore, si svolgono ogni anno a Medana le giornate della poesia e del vino.

### Località
Il comune di Collio è diviso in 45 insediamenti (naselja):
- Barbana
- Belo
- Biljana
- Brdice pri Kožbani
- Brdice pri Neblem
- Breg di Collobrida[5] (Breg pri Golem Brdu)
- Brestje
- Brezovk
- Castelletto Zeglo[6] (Ceglo)
- Castel Dobra[7] (Dobrovo), sede comunale
- Cerò di Sopra[8] (Gornje Cerovo)
- Cerò di Sotto[8] (Dolnje Cerovo)
- Colmo[9] (Hum)
- Collobrida[10] (Golo Brdo)
- Cosbana nel Còllio[7] (Kožbana)
- Crasena[11] (Krasno)
- Drnovk
- Fojana
- Gradno
- Gugnazze[12] (Gonjače)
- Hlevnik
- Hruševlje
- Imenje
- Kozana
- Kozarno
- Medana (Medana)
- Neblo
- Nozno
- Plessiva[7] (Plešivo)
- Poggio San Valentino[13] (Podsabotin)
- Pristavo
- Quisca[14] (Kojsko)
- San Lorenzo di Nebola[15] (Šlovrenc)
- San Martino Collio[14] (Šmartno)
- Senico[14] (Senik)
- Slapnik
- Slavče
- Snežatno
- Snežeče
- Vedrijan
- Vipulzano[8] (Vipolže)
- Višnjevik
- Vrhovlje pri Kojskem
- Vrhovlje pri Kožbani
- Zali Breg

## Gruppi linguistici
| %      | Ripartizione linguistica (gruppi principali) |
| ------ | -------------------------------------------- |
| 0,49%  | madrelingua croata                           |
| 0,68%  | madrelingua serbo-croata                     |
| 96,15% | madrelingua slovena                          |
| 0,23%  | madrelingua serba                            |